# José Lopes de Carvalho
José Lopes de Carvalho (1721 — Portugal, 1781—Montes Claros), fazendeiro e Alferes das Ordenanças, considerado o fundador do Arraial de Formigas, povoação que daria origem a atual cidade de Montes Claros. 

## Biografia
Sobre a vida do Alferes José Lopes de Carvalho pouco é conhecido. Após o falecimento de sua primeira esposa Inácia Pereira Leal, mudou-se para a região de Itacambira, em Minas Gerais. Seu sobrinho João Lopes da SIlva casou com Dona Maria Francisca Caetana de Campos, filha do Capitão-mor José Gonçalves de Siqueira e Ana de Campos Monteiro. 
Em 1768, José Lopes de Carvalho comprou as terras da Fazenda Montes Claros com os herdeiros do Capitão Antônio Gonçalves Figueira. Construiu sua casa, situada onde hoje é a Rua Dona Eva, nº 34, Centro de Montes Claros. No ano seguinte, fez doação de parte das terras para a Igreja Católica, onde começou a construir a capela, onde atualmente situa a Igreja Matriz de Montes Claros. 
O Alferes faleceu em 1781, não tendo filhos. Seu corpo foi enterrado dentro da capela, conforme direito que havia adquirido. Segundo os historiadores Hermes de Paula e Urbino Vianna, seu corpo permanece enterrado dentro da atual Igreja Matriz de Montes Claros, em local próximo ao altar.
A construção da capela foi importante para que surgisse uma povoação, que se deu o nome de Arraial de Formigas. Quando Saint-hilaire passou pela região, em 1817, o povoado tinha cerca de 800 pessoas, em quase 200 casas. Em 1832 o povoado passou a ser a Vila de Montes Claros, que depois se tornou a atual cidade de Montes Claros.

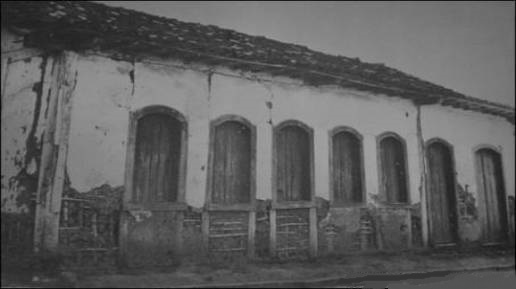
Casa do Alferes José Lopes de Carvalho

## Homenagens póstumas
No bairro Alto São João em Montes Claros, foi nomeada a Rua José Lopes de Carvalho, em homenagem ao conhecido Alferes. Atualmente, a Câmara Municipal de Montes Claros entrega a Placa Alferes José Lopes, em homenagem a personalidades de destaque no cotidiano da cidade.